# Lijst van prefecten voor de Pauselijke Huishouding

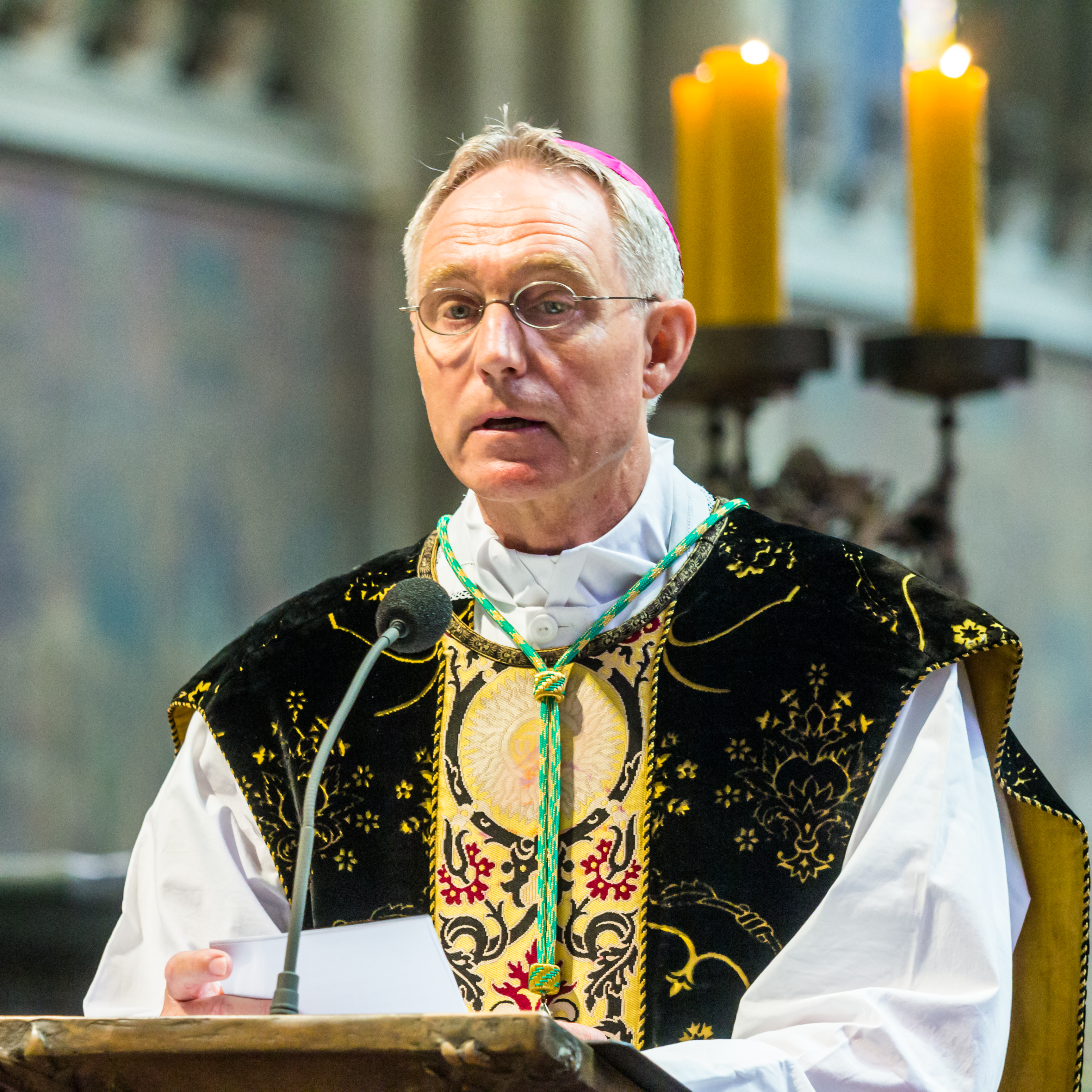
Georg Gänswein, prefect (2012-2023)

Onderstaand volgt een lijst van prefecten van de prefectuur voor de Pauselijke Huishouding, een orgaan van de Romeinse Curie.
| Prefectuur van de Heilige Apostolische Paleizen | Prefectuur van de Heilige Apostolische Paleizen |
| ----------------------------------------------- | ----------------------------------------------- |
| 1623-1624                                       | Berlinghiero Gessi                              |
| 1624-1626                                       | Laudivio Zacchia                                |
| 1626-1627                                       | Marzio Ginetti                                  |
| 1632-1644                                       | Fausto Poli                                     |
| 1644-1645                                       | Alderano Cibo-Malaspina                         |
| 1653-1661                                       | Ranuccio Scotti                                 |
| 1655-1658                                       | Girolamo Farnese                                |
| 1658-1660                                       | Volumnio Bandinelli                             |
| 1660-1664                                       | Giacomo Boncompagni                             |
| 1664-1666                                       | Giacomo Filippo Nini                            |
| 1668-1675                                       | Bernardino Rocci                                |
| 1675-1686                                       | Orazio Mattei                                   |
| 1687-1693                                       | Ercole Visconti                                 |
| 1696-1706                                       | Carlo Colonna                                   |
| 1706-1707                                       | Giuseppe Vallemani                              |
| 1707-1712                                       | Luigi Pico della Mirandola                      |
| 1715-1725                                       | Nicolò del Giudice                              |
| 1725-1729                                       | Camillo Cibo                                    |
| 1729-1729                                       | Francesco Scipione Borghese                     |
| 1729-1732                                       | Troiano Acquaviva d’Aragona                     |
| 1732-1743                                       | Girolamo Colonna di Sciarra                     |
| 1743-1759                                       | Marcantonio Colonna                             |
| 1759-1766                                       | Giovanni Ottavio Bufalini                       |
| 1766-1770                                       | Giovanni Rezzonico                              |
| 1770-1776                                       | Giovanni Archinto                               |
| 1776-1780                                       | Giovanni Manciforte Sperelli                    |
| 1780-1786                                       | Romoaldo Braschi-Onesti                         |
| 1787-1794                                       | Filippo Lancellotti                             |
| 1794-1801                                       | Marino Carafa di Belvedere                      |
| 1807-1816                                       | Benedetto Naro                                  |
| 1816-1817                                       | Agostino Rivarola                               |
| 1817-1823                                       | Antonio Frosini                                 |
| 1823-1828                                       | Giovanni Marazzani Visconti                     |
| 1828-1832                                       | Luigi Del Drago                                 |
| 1832-1836                                       | Costantino Naro                                 |
| 1836-1838                                       | Adriano Fieschi                                 |
| 1838-1842                                       | Francesco Massimo                               |
| 1842-1848                                       | Alerame Pallavicini                             |
| 1848-1850                                       | Giacomo Antonelli                               |
| 1850-1856                                       | Francesco de Medici di Ottaiano                 |
| 1856-1868                                       | Edoardo Borromeo                                |
| 1868-1875                                       | Bartolomeo Pacca                                |
| 1875-1882                                       | Francesco Ricci Paracciani                      |
| 1882-1886                                       | Augusto Theodoli                                |
| 1886-1889                                       | Luigi Macchi                                    |
| 1889-1891                                       | Fulco Luigi Ruffo Scilla                        |
| 1891-1901                                       | Francesco Salesio Della Volpe                   |
| 1901-1905                                       | Ottavio Cagiano de Azevedo                      |
| 1905-1911                                       | Gaetano Bisleti                                 |
| 1914-1916                                       | Vittorio Amedeo Ranuzzi de Bianchi              |
| 1916-1921                                       | Giovanni Tacci Porcelli                         |
| 1921-1926                                       | Ricardo Sanz de Samper y Campuzano              |
| 1958-1965                                       | Federico Callori di Vignale                     |
| Prefectuur van de Apostolische Paleizen         |                                                 |
| 1967-1969                                       | Mario Nasalli Rocca di Corneliano               |
| Prefectuur van de Pauselijke Huishouding        |                                                 |
| 1969-1986                                       | Jacques-Paul Martin                             |
| 1986-1998                                       | Dino Monduzzi                                   |
| 1998-2012                                       | James Harvey                                    |
| 2012-2023                                       | Georg Gänswein                                  |
| sinds 28-02-2023                                | vacant                                          |